# Partido di Merlo
Il partido di Merlo è un dipartimento (partido) dell'Argentina facente parte della provincia di Buenos Aires. Il capoluogo è Merlo. Si tratta di uno dei 24 partidos che compongono la cosiddetta "Grande Buenos Aires".
Confina con i partidos di Morón, La Matanza, Ituzaingó e Marcos Paz.

## Geografia antropica

### Suddivisioni amministrative
Il partido di Merlo è composto da 5 località:
| Località             | Popolazione (2001) |
| -------------------- | ------------------ |
| Libertad             | 100.477            |
| Mariano Acosta       | 54.081             |
| Merlo                | 244.168            |
| Pontevedra           | 33.515             |
| San Antonio de Padua | 37.745             |

## Storia
Il partido deve il suo nome a Francisco de Merlo y Barbosa (fondatore della città di Merlo nel 1755).
Il comune fu creato nel 1864 dalla disaggregazione del Partido di Morón e i membri del primo governo comunale erano Juan Dillon (juez de paz o sindaco), Fernando Pearson, Francisco Sullivan, Thomas Gahan e Antonio Suárez; quattro dei cinque membri del primo governo erano di origine irlandese.

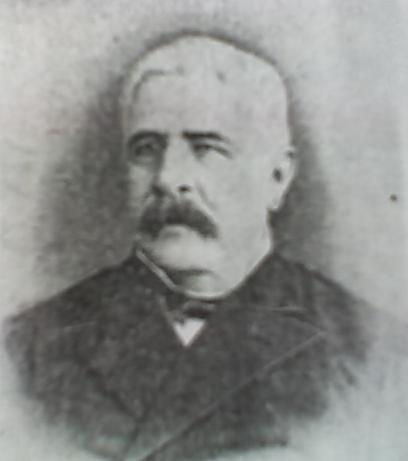
Juan Dillon, primo juez de paz (giudice di pace) o sindaco di Merlo nel 1865.
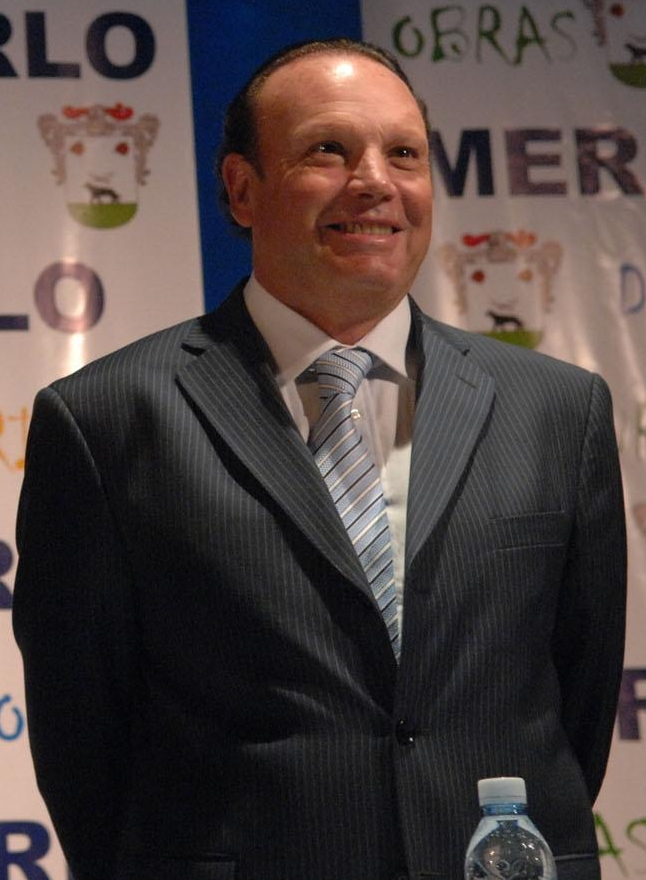
Raúl Alfredo Othacehé, intendente o sindaco di Merlo dal 1991.

## Sport
Le principali società calcistiche del partido di Merlo sono l'Argentino di Merlo, il Deportivo Merlo e il Ferrocarril Midland.